# Фалькенгрен, Анника
Анника Фалькенгрен, урождённая Болин (швед. Annika Falkengren (Bolin); род. 12 апреля 1962 года) ― президент и управляющий директор шведского банка Skandinaviska Enskilda Banken (СЭБ) с ноября 2005 года.

## Биография
Анника Фалькенгрен родилась 12 апреля 1962 года в Бангкоке, Таиланд, где её отец служил дипломатом.
Получила диплом экономиста в Стокгольмском университете. После его окончания в 1987 году устроилась на стажировку в СЭБ. Работала в Отделе торговли и капитала рынков с 1988 по 2000 год. Была главой Отдела корпорации и учреждений с 2001 по декабрь 2004 года. Затем занимала должность заместителя управляющего директора. 1 января 2006 года была назначена Советом директоров на место Ларса Тунелла. После того, как Тунелл ушёл на работу во Всемирный банк, Фалькенгрен  вступила в должность президента и управляющий директора банка 10 ноября 2005 года.
Фалькенгрен также является председателем Scania CV AB  и FAM AB, а также директором Mentor Foundation и IMD Foundation. Начиная с января 2017 года является управляющим партнёром Lombard Odier Group.
Фалькенгрен была номинирована в наблюдательный совет концерна Volkswagen в 2011 году. СМИ часто обращают внимание на её пол и её привлекательную внешность, а также на тот факт, что она родила ребёнка в 2005 году, всего за несколько месяцев до избрание её руководителем СЭБ. Шведский деловой журнал Veckans Affärer назвал её самой влиятельной женщиной в Швеции в 2005 году, а сайт Financial News Online расположил её на 68 позиции среди «100 самых влиятельных персон на европейских рынках капитала». В 2015 году журнал Fortune назвал её третьей самой влиятельной женщиной в Европе, на Ближнем Востоке и в Африке. Также Fortune поместил Фалькенгрен на седьмую строчку в списке самых влиятельных женщин в мировом бизнесе 2008 года (одновременно признав её второй по значимости бизнес-леди в Европе). В 2010 году в том же списке она заняла восьмую позицию.